# Turn- und Sportverein München von 1860 1975-1976
Questa voce raccoglie le informazioni riguardanti il Turn- und Sportverein München von 1860 nelle competizioni ufficiali della stagione 1975-1976.

## Stagione
Nella stagione 1975-1976 il Monaco 1860, allenato da Heinz Lucas, concluse il campionato di 2. Bundesliga al 4º posto. In Coppa di Germania il Monaco 1860 fu eliminato al secondo turno dal Chio Waldhof Mannheim.

## Rosa
| N. |                     | Ruolo | Calciatore           |
| -- | ------------------- | ----- | -------------------- |
|    | Germania (bandiera) | P     | Manfred Eiben        |
|    | Germania (bandiera) | P     | Bernhard Hartmann    |
|    | Germania (bandiera) | D     | Willi Bierofka       |
|    | Germania (bandiera) | D     | Alfred Kohlhäufl     |
|    | Germania (bandiera) | D     | Wolfgang Ling        |
|    | Germania (bandiera) | D     | Heinz Lubanski       |
|    | Germania (bandiera) | D     | Werner Luxi          |
|    | Germania (bandiera) | D     | Hans Reich           |
|    | Germania (bandiera) | D     | Hans-Dieter Seelmann |
|    | Germania (bandiera) | C     | Fritz Bischoff       |
|    | Germania (bandiera) | C     | Peter Falter         |

| N. |                      | Ruolo | Calciatore          |
| -- | -------------------- | ----- | ------------------- |
|    | Germania (bandiera)  | C     | Jimmy Hartwig       |
|    | Germania (bandiera)  | C     | Hans Haunstein      |
|    | Germania (bandiera)  | C     | Alfred Herberth     |
|    | Danimarca (bandiera) | C     | Jan Højland Nielsen |
|    | Germania (bandiera)  | C     | Hans-Joachim Kauf   |
|    | Germania (bandiera)  | C     | Norbert Starzak     |
|    | Germania (bandiera)  | A     | Ferdinand Keller    |
|    | Germania (bandiera)  | A     | Georg Metzger       |
|    | Germania (bandiera)  | A     | Walter Schuberth    |
|    | Germania (bandiera)  | A     | Heinz Tochtermann   |

## Organigramma societario
Area tecnica
- Allenatore: Heinz Lucas
- Allenatore in seconda:
- Preparatore dei portieri:
- Preparatori atletici:

## Calciomercato

### Sessione estiva
| Acquisti | Acquisti            | Acquisti  | Acquisti |
| R.       | Nome                | da        | Modalità |
| -------- | ------------------- | --------- | -------- |
| C        | Hans Haunstein      | Karlsruhe |          |
| C        | Gerard Schoonewille | Telstar   |          |
| A        | Heinz Tochtermann   | Stoccarda |          |

| Cessioni | Cessioni      | Cessioni           | Cessioni |
| R.       | Nome          | a                  | Modalità |
| -------- | ------------- | ------------------ | -------- |
| D        | Heinz Knüwe   | Borussia Lippstadt |          |
| A        | Michael Krenz | Lucerna            |          |
| D        | Arne Rastad   | Køge BK            |          |

### Sessione invernale
| Acquisti | Acquisti     | Acquisti     | Acquisti |
| R.       | Nome         | da           | Modalità |
| -------- | ------------ | ------------ | -------- |
| C        | Peter Falter | Uerdingen 05 |          |

| Cessioni | Cessioni            | Cessioni                | Cessioni |
| R.       | Nome                | a                       | Modalità |
| -------- | ------------------- | ----------------------- | -------- |
| C        | Gerard Schoonewille | Eintracht Bad Kreuznach |          |

## Risultati

### 2. Bundesliga

#### Girone di andata
| Schweinfurt 9 agosto 1975 1ª giornata | Schweinfurt 05 | 0 – 0 referto | Monaco 1860 | Sachs-Stadion (8 000 spett.)\| Arbitro: \| Engel \| |
| Arbitro:                              | Engel          |               |             |                                                     |

| Arbitro: | Schmoock |

|                                                           |           |  |
| Kauf 6’ Schuberth 25’ Metzger 47’, 60’, 75’ Haunstein 62’ | Marcatori |  |

| Arbitro: | Hontheim |

|         |           |                             |
| Volp 3’ | Marcatori | 20’ Schuberth 88’ Haunstein |

| Arbitro: | Haselberger |

|             |           |  |
| Metzger 18’ | Marcatori |  |

| Arbitro: | Antz |

|              |           |              |
| Hitzfeld 57’ | Marcatori | 28’ Lubanski |

| Arbitro: | Linn |

|            |           |             |
| Keller 75’ | Marcatori | 12’ Schmitt |

| Arbitro: | Biwersi |

|                                                         |           |            |
| Beichle 13’ Tretter 37’ Weinkauff 46’ Seiler 61’ (rig.) | Marcatori | 56’ Keller |

| Arbitro: | Binninger |

|                                  |           |               |
| Kohlhäufl 25’ Haunstein 53’, 82’ | Marcatori | 42’ Schneider |

| Arbitro: | Kammann |

|                              |           |                               |
| Thelen 2’ Engel 8’ Bordt 64’ | Marcatori | 47’ (rig.) Metzger 82’ Keller |

| Arbitro: | Nützel |

|               |           |                                 |
| Haunstein 56’ | Marcatori | 34’ Werner 62’ Lippert 83’ Zapf |

| Arbitro: | Aldinger |

|                                               |           |                              |
| Metzger 42’ Kauf 48’ Haunstein 77’ Keller 84’ | Marcatori | 24’ Schneider 45’ Walleitner |

| Arbitro: | Huster |

|                           |           |                                     |
| Nickel 67’ Klier 73’, 86’ | Marcatori | 7’ Keller 38’ Reich 71’ Tochtermann |

| Arbitro: | Dölfel |

|                             |           |  |
| Nielsen 15’ Keller 17’, 52’ | Marcatori |  |

| Arbitro: | Röder |

|  |           |                        |
|  | Marcatori | 53’ Metzger 90’ Keller |

| Arbitro: | Ferro |

|                                                         |           |  |
| Keller 61’, 68’ Schuberth 64’ Haunstein 72’ Hartwig 89’ | Marcatori |  |

| Völklingen 23 novembre 1975 16ª giornata | Röchling Völklingen | 0 – 0 referto | Monaco 1860 | Hermann-Neuberger-Stadion (5 000 spett.)\| Arbitro: \| Nickel \| |
| Arbitro:                                 | Nickel              |               |             |                                                                  |

| Arbitro: | Scheffner |

|                         |           |                     |
| Keller 6’ Haunstein 33’ | Marcatori | 50’ Lenz 52’ Diener |

| Arbitro: | Joos |

|                       |           |                        |
| Bartels 63’ Adler 72’ | Marcatori | 14’ Keller 58’ Hartwig |

| Arbitro: | Haselberger |

|                          |           |            |
| Keller 40’ Schuberth 54’ | Marcatori | 71’ Köhler |

#### Girone di ritorno
| Arbitro: | Nützel |

|                                            |           |              |
| Keller 34’ Metzger 58’ Bierofka 82’ (rig.) | Marcatori | 41’ Emmerich |

| Arbitro: | Blum |

|            |           |                                         |
| Zitzer 71’ | Marcatori | 29’, 69’ Keller 87’ Starzak 90’ Hartwig |

| Arbitro: | Scheffner |

|                             |           |  |
| Hartwig 28’, 37’ Keller 67’ | Marcatori |  |

| Arbitro: | Schröder |

|                         |           |  |
| Walitza 42’ Nüssing 71’ | Marcatori |  |

| Arbitro: | Dreher |

|                                       |           |  |
| Nielsen 15’ Hartwig 43’ Haunstein 66’ | Marcatori |  |

| Arbitro: | Hontheim |

|                          |           |                         |
| Semlitsch 45’ Traser 89’ | Marcatori | 15’ Keller 31’ Bierofka |

| Arbitro: | Eichhorn |

|                                       |           |  |
| Schuberth 9’ Nielsen 59’ Herberth 90’ | Marcatori |  |

| Arbitro: | Walther |

|  |           |                          |
|  | Marcatori | 27’ Herberth 39’ Hartwig |

| Arbitro: | Ferro |

|                                             |           |                  |
| Keller 21’ Herberth 25’ Rübenach 42’ (aut.) | Marcatori | 23’, 81’ Metzler |

| Arbitro: | Dölfel |

|  |           |                         |
|  | Marcatori | 24’ Hartwig 88’ Nielsen |

| Arbitro: | Joos |

|               |           |               |
| Schneider 36’ | Marcatori | 13’ Kohlhäufl |

| Arbitro: | Kammann |

|            |           |                                                   |
| Keller 18’ | Marcatori | 44’ Hohenwarter 80’ Rybarczyk 89’ (rig.) Scheller |

| Arbitro: | Wohlfarth |

|                                                    |           |                        |
| Größler 51’ (rig.) Heidenreich 65’, 80’ Breuer 75’ | Marcatori | 13’ Keller 67’ Metzger |

| Arbitro: | Binninger |

|            |           |  |
| Keller 80’ | Marcatori |  |

| Arbitro: | Röder |

|                                         |           |             |
| Redl 41’ Roth 51’ Haug 67’ Hoffmann 73’ | Marcatori | 24’ Starzak |

| Arbitro: | Ulm |

|            |           |                         |
| Falter 50’ | Marcatori | 37’ Martin 88’ Granitza |

| Arbitro: | Haselberger |

|                                     |           |  |
| Diener 3’ (rig.), 33’ Leunissen 20’ | Marcatori |  |

| Arbitro: | Ulm |

|                            |           |               |
| Lubanski 54’ Schuberth 72’ | Marcatori | 43’ Schneider |

| Arbitro: | Gaus |

|                                                              |           |                             |
| Schleiter 28’, 84’ Pampuch 32’ Lange 41’ Bechtold 58’ (rig.) | Marcatori | 75’, 85’ Hartwig 90’ Keller |

### Coppa di Germania
| Arbitro: | Ulm |

|                                 |           |          |
| Metzger 4’ (rig.) Schuberth 65’ | Marcatori | 80’ Wolf |

| Arbitro: | Schumann |

|                                           |           |            |
| Heck 27’ Adler 47’, 85’ Sebert 72’ (rig.) | Marcatori | 28’ Keller |

## Statistiche

### Statistiche di squadra
| Competizione      | Punti | In casa | In casa | In casa | In casa | In casa | In casa | In trasferta | In trasferta | In trasferta | In trasferta | In trasferta | In trasferta | Totale | Totale | Totale | Totale | Totale | Totale | DR  |
| Competizione      | Punti | G       | V       | N       | P       | Gf      | Gs      | G            | V            | N            | P            | Gf           | Gs           | G      | V      | N      | P      | Gf     | Gs     | DR  |
| ----------------- | ----- | ------- | ------- | ------- | ------- | ------- | ------- | ------------ | ------------ | ------------ | ------------ | ------------ | ------------ | ------ | ------ | ------ | ------ | ------ | ------ | --- |
| 2. Bundesliga     | 47    | 19      | 14      | 2       | 3       | 48      | 19      | 19           | 5            | 7            | 7            | 30           | 36           | 38     | 19     | 9      | 10     | 78     | 55     | +23 |
| Coppa di Germania | -     | 1       | 1       | 0       | 0       | 2       | 1       | 1            | 0            | 0            | 1            | 1            | 4            | 2      | 1      | 0      | 1      | 3      | 5      | -2  |
| Totale            | 47    | 20      | 15      | 2       | 3       | 50      | 20      | 20           | 5            | 7            | 8            | 31           | 40           | 40     | 20     | 9      | 11     | 81     | 60     | +21 |

### Andamento in campionato
| Giornata  | 1  | 2 | 3 | 4 | 5 | 6 | 7 | 8 | 9 | 10 | 11 | 12 | 13 | 14 | 15 | 16 | 17 | 18 | 19 | 20 | 21 | 22 | 23 | 24 | 25 | 26 | 27 | 28 | 29 | 30 | 31 | 32 | 33 | 34 | 35 | 36 | 37 | 38 |
| --------- | -- | - | - | - | - | - | - | - | - | -- | -- | -- | -- | -- | -- | -- | -- | -- | -- | -- | -- | -- | -- | -- | -- | -- | -- | -- | -- | -- | -- | -- | -- | -- | -- | -- | -- | -- |
| Luogo     | T  | C | T | C | T | C | T | C | T | C  | C  | T  | C  | T  | C  | T  | C  | T  | C  | C  | T  | C  | T  | C  | T  | C  | T  | C  | T  | T  | C  | T  | C  | T  | C  | T  | C  | T  |
| Risultato | N  | V | V | V | N | N | P | V | P | P  | V  | N  | V  | V  | V  | N  | N  | N  | V  | V  | V  | V  | P  | V  | N  | V  | V  | V  | V  | N  | P  | P  | V  | P  | P  | P  | V  | P  |
| Posizione | 12 | 5 | 2 | 2 | 2 | 4 | 5 | 4 | 5 | 7  | 5  | 6  | 4  | 4  | 4  | 4  | 4  | 4  | 3  | 3  | 3  | 3  | 4  | 4  | 4  | 3  | 3  | 3  | 3  | 3  | 4  | 4  | 3  | 4  | 4  | 4  | 4  | 4  |

Legenda:

Luogo: C = Casa; T = Trasferta. Risultato: V = Vittoria; N = Pareggio; P = Sconfitta.

### Statistiche dei giocatori
| Giocatore       | 2. Bundesliga | 2. Bundesliga | 2. Bundesliga | 2. Bundesliga | Coppa di Germania | Coppa di Germania | Coppa di Germania | Coppa di Germania | Totale   | Totale | Totale      | Totale     |
| Giocatore       | Presenze      | Reti          | Ammonizioni   | Espulsioni    | Presenze          | Reti              | Ammonizioni       | Espulsioni        | Presenze | Reti   | Ammonizioni | Espulsioni |
| --------------- | ------------- | ------------- | ------------- | ------------- | ----------------- | ----------------- | ----------------- | ----------------- | -------- | ------ | ----------- | ---------- |
| W. Bierofka     | 34            | 2             | 1             | 0             | 2                 | 0                 | 0                 | 0                 | 36       | 2      | 1           | 0          |
| F. Bischoff     | 0             | 0             | 0             | 0             | 0                 | 0                 | 0                 | 0                 | 0        | 0      | 0           | 0          |
| M. Eiben        | 1             | 0             | 0             | 0             | 0                 | 0                 | 0                 | 0                 | 1        | 0      | 0           | 0          |
| P. Falter       | 9             | 1             | 0             | 0             | 0                 | 0                 | 0                 | 0                 | 9        | 1      | 0           | 0          |
| B. Hartmann     | 37            | 0             | 0             | 0             | 2                 | 0                 | 1                 | 0                 | 39       | 0      | 1           | 0          |
| J. Hartwig      | 33            | 10            | 3             | 1             | 1                 | 0                 | 0                 | 0                 | 34       | 10     | 3           | 1          |
| H. Haunstein    | 36            | 9             | 2             | 0             | 2                 | 0                 | 0                 | 0                 | 38       | 9      | 2           | 0          |
| A. Herberth     | 16            | 3             | 0             | 0             | 1                 | 0                 | 0                 | 0                 | 17       | 3      | 0           | 0          |
| H. Kauf         | 11            | 2             | 0             | 0             | 2                 | 0                 | 0                 | 0                 | 13       | 2      | 0           | 0          |
| F. Keller       | 32            | 23            | 5             | 0             | 2                 | 1                 | 0                 | 0                 | 34       | 24     | 5           | 0          |
| A. Kohlhäufl    | 35            | 2             | 6             | 0             | 2                 | 0                 | 0                 | 0                 | 37       | 2      | 6           | 0          |
| W. Ling         | 1             | 0             | 0             | 0             | 0                 | 0                 | 0                 | 0                 | 1        | 0      | 0           | 0          |
| H. Lubanski     | 23            | 2             | 4             | 0             | 0                 | 0                 | 0                 | 0                 | 23       | 2      | 4           | 0          |
| W. Luxi         | 1             | 0             | 0             | 0             | 0                 | 0                 | 0                 | 0                 | 1        | 0      | 0           | 0          |
| G. Metzger      | 33            | 9             | 3             | 0             | 2                 | 1                 | 1                 | 0                 | 35       | 10     | 4           | 0          |
| J. Nielsen      | 21            | 4             | 0             | 0             | 1                 | 0                 | 0                 | 0                 | 22       | 4      | 0           | 0          |
| H. Reich        | 37            | 1             | 5             | 0             | 2                 | 0                 | 1                 | 0                 | 39       | 1      | 6           | 0          |
| G. Schoonewille | 8             | 0             | 1             | 0             | 0                 | 0                 | 0                 | 0                 | 8        | 0      | 1           | 0          |
| W. Schuberth    | 27            | 6             | 0             | 0             | 1                 | 1                 | 0                 | 0                 | 28       | 7      | 0           | 0          |
| H. Seelmann     | 24            | 0             | 2             | 0             | 0                 | 0                 | 0                 | 0                 | 24       | 0      | 2           | 0          |
| N. Starzak      | 23            | 2             | 3             | 0             | 2                 | 0                 | 1                 | 0                 | 25       | 2      | 4           | 0          |
| H. Tochtermann  | 15            | 1             | 0             | 0             | 1                 | 0                 | 0                 | 0                 | 16       | 1      | 0           | 0          |